# 阿布德拉
阿布德拉（現代希臘語：Άβδηρα；英語：Abdera），是古希臘位在色雷斯海岸地區靠近奈斯托斯河出海口的一個城鎮。 其所在地現屬東馬其頓和色雷斯大區之克桑西專區。
當愛奧尼亞被居魯士二世統治下的波斯佔領時（約公元前540年），忒歐斯人撤離愛奧尼亞，並在阿布德拉建立殖民地，與色雷斯內陸地區發展貿易。阿布德拉一度成為提洛聯盟的成員，但在公元前四世紀初因色雷斯人的入侵而衰弱，其重要性急劇下降。哲學家普羅泰戈拉和德謨克利特是阿布德拉的公民。